# デチェン・シャングリラ空港
デチェン・シャングリラ空港（デチェン・シャングリラくうこう）は、中華人民共和国雲南省デチェン・チベット族自治州シャングリラ市に位置する4D級の空港。市街からは5km離れている。

## 沿革
- 1997年 - 建設開始。[5]
- 1999年4月30日 - 正式に開港[6]
- 2004年4月26日 - 雲南機場集団が成立し、以後の管理運営を担当[7]
- 2004年11月5日 - 空港資産が雲南省政府から雲南機場集団に移管[8]
- 2007年9月18日 - 拡張工事開始[9]
- 2009年4月24日 - 拡張工事竣工[9]
- 2009年6月16日 - 新空港ターミナルビルを使用開始[10]

## 就航航空会社と就航路線
- 中国東方航空 - 昆明、ラサ[11]、上海[12] (B737)
- 祥鵬航空 - 昆明 (B737)[11]
- 上海航空 - 昆明 (B737)[11]